# Redigobius sapangus
Redigobius sapangus es una especie de pez de la familia de los Gobiidae en el orden de los Perciformes.

## Morfología
Los machos pueden llegar a alcanzar los 3,2 cm de longitud total.

## Hábitat
Es un pez de Clima tropical y bentopelágico

## Distribución geográfica
Se encuentra en República de Palau, la Micronesia

## Observaciones
Es inofensivo para los humanos.